# Mesquita de Malek

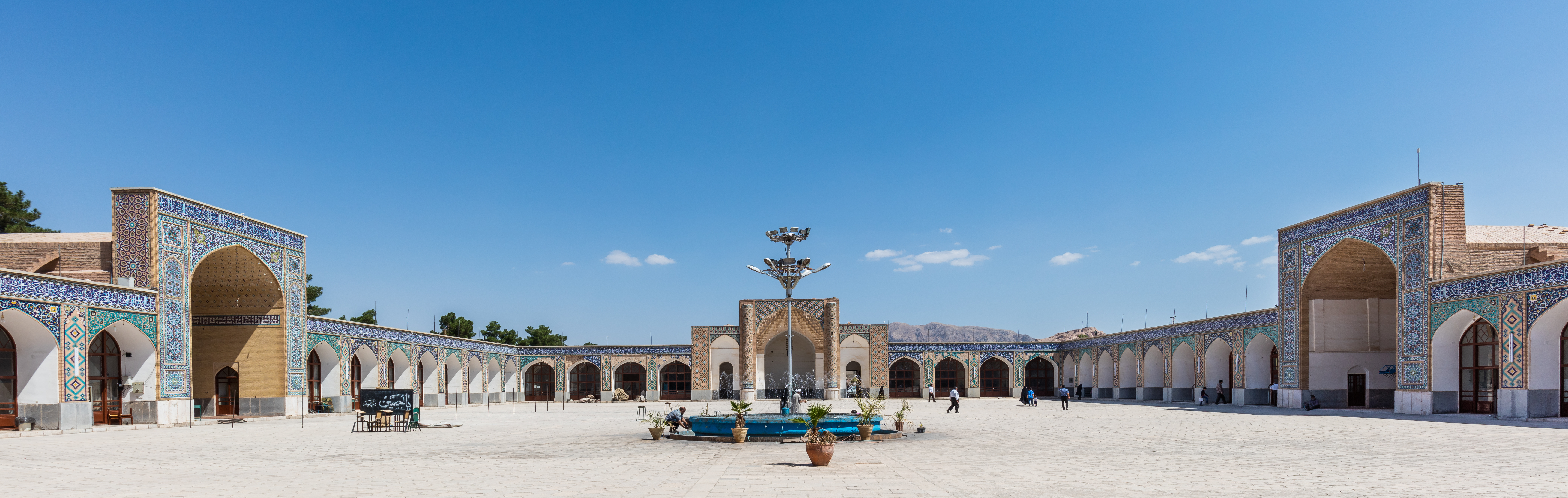
Vista de la plaça central

La mesquita de Malek és una mesquita tradicional situada a la ciutat de Kerman, al sud-est de l'Iran.

## Història
La mesquita data del s. XI: fou construïda durant la dinastia seljúcida, tot i que algunes seccions de la mesquita s'edificaren durant el govern de Vakil-ol-Molk, governador de Kerman, al s. XIII.

## Característiques
El porxo occidental en fou reparat al s. XX per Deylamqani, descendent del període Saljuqi. També se n'ha restaurat la torre nord, que estava en ruïnes.
La mesquita inclou tres altars d'algeps.

## Galeria d'imatges

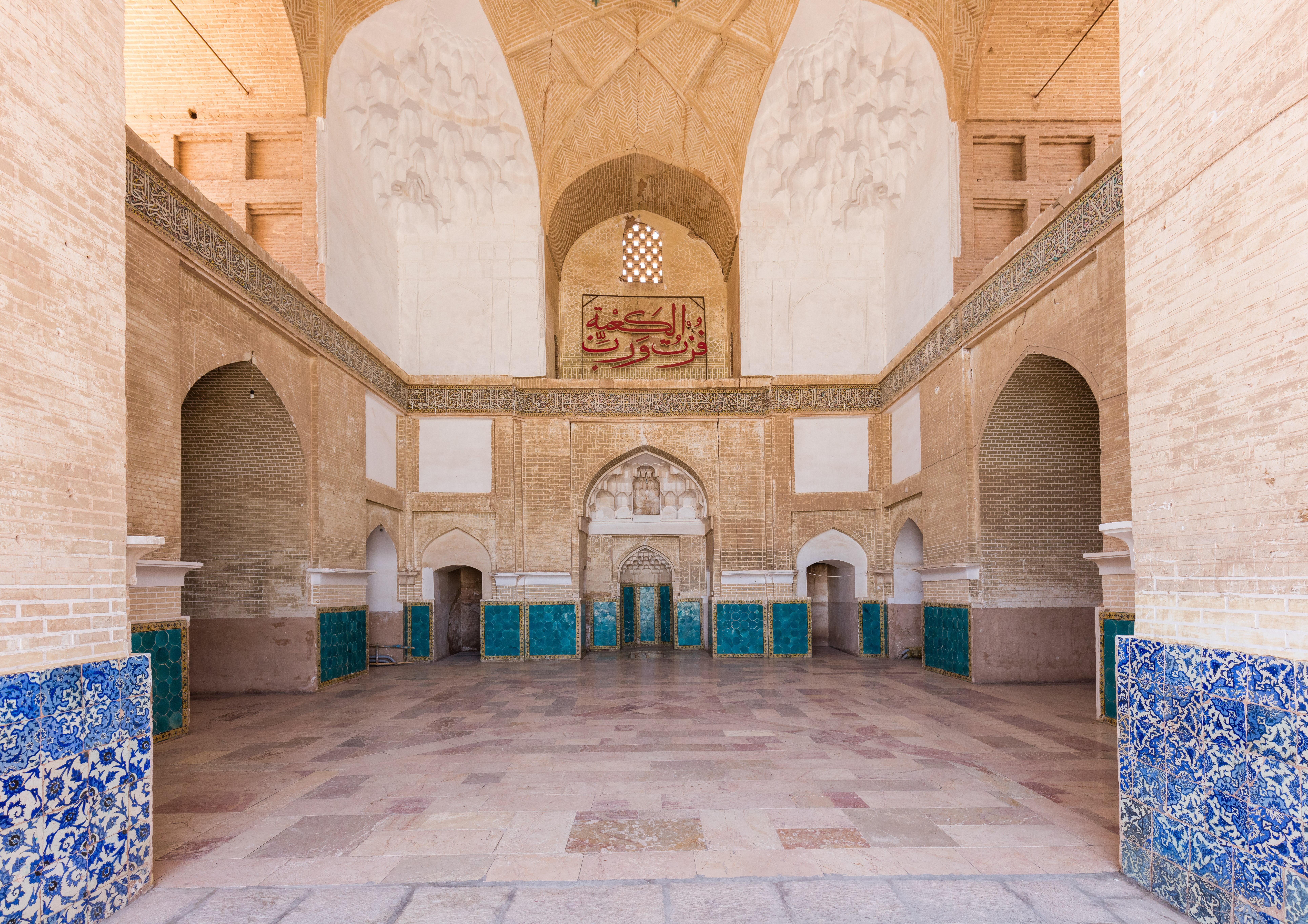
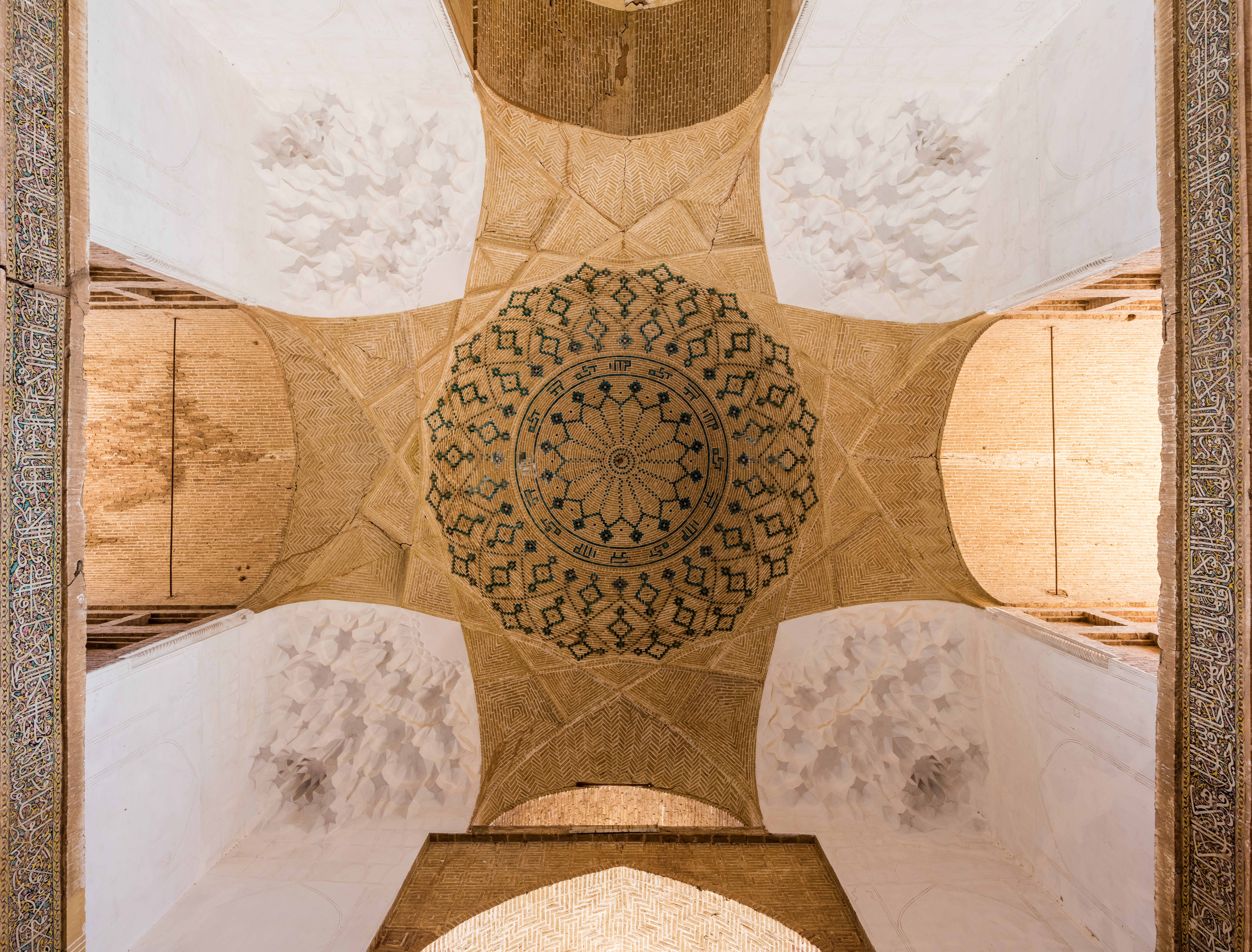
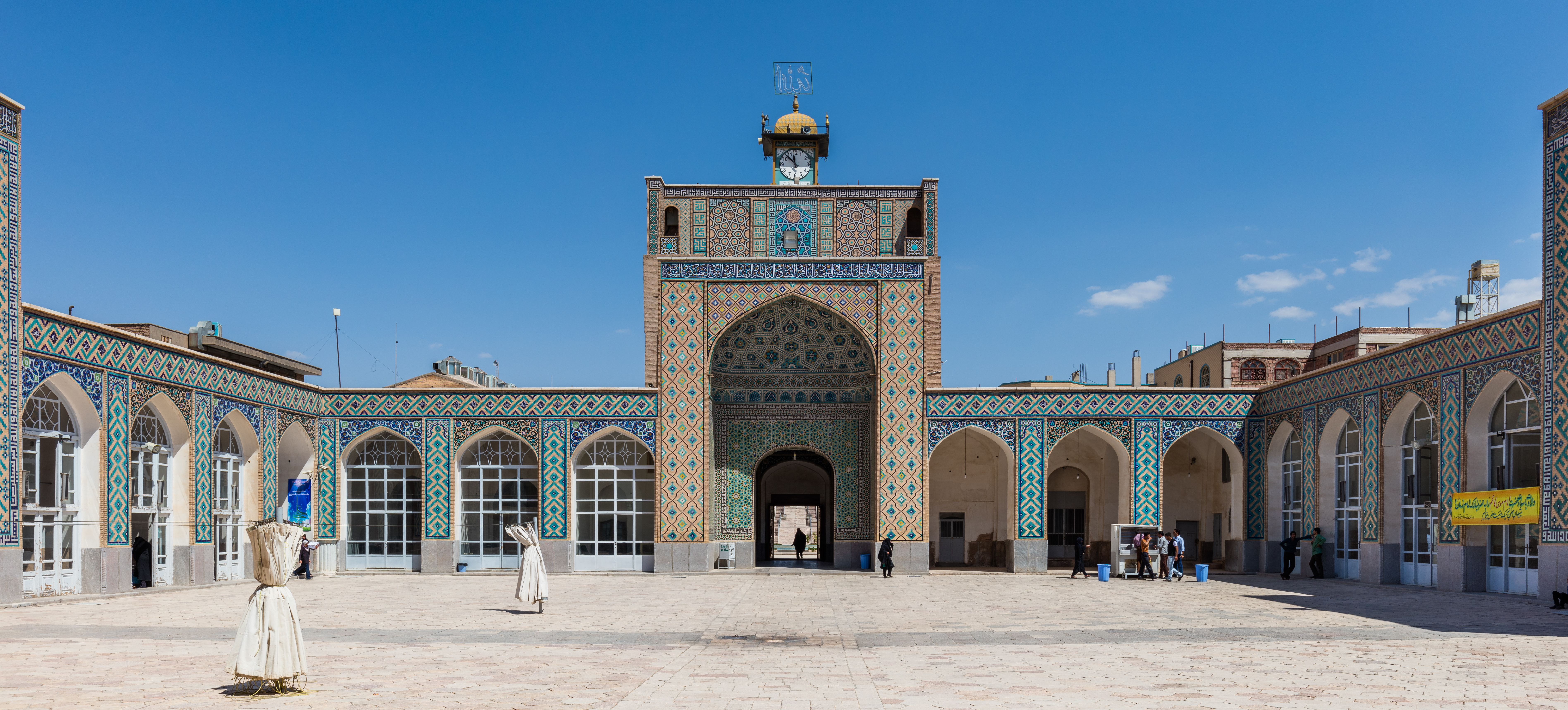
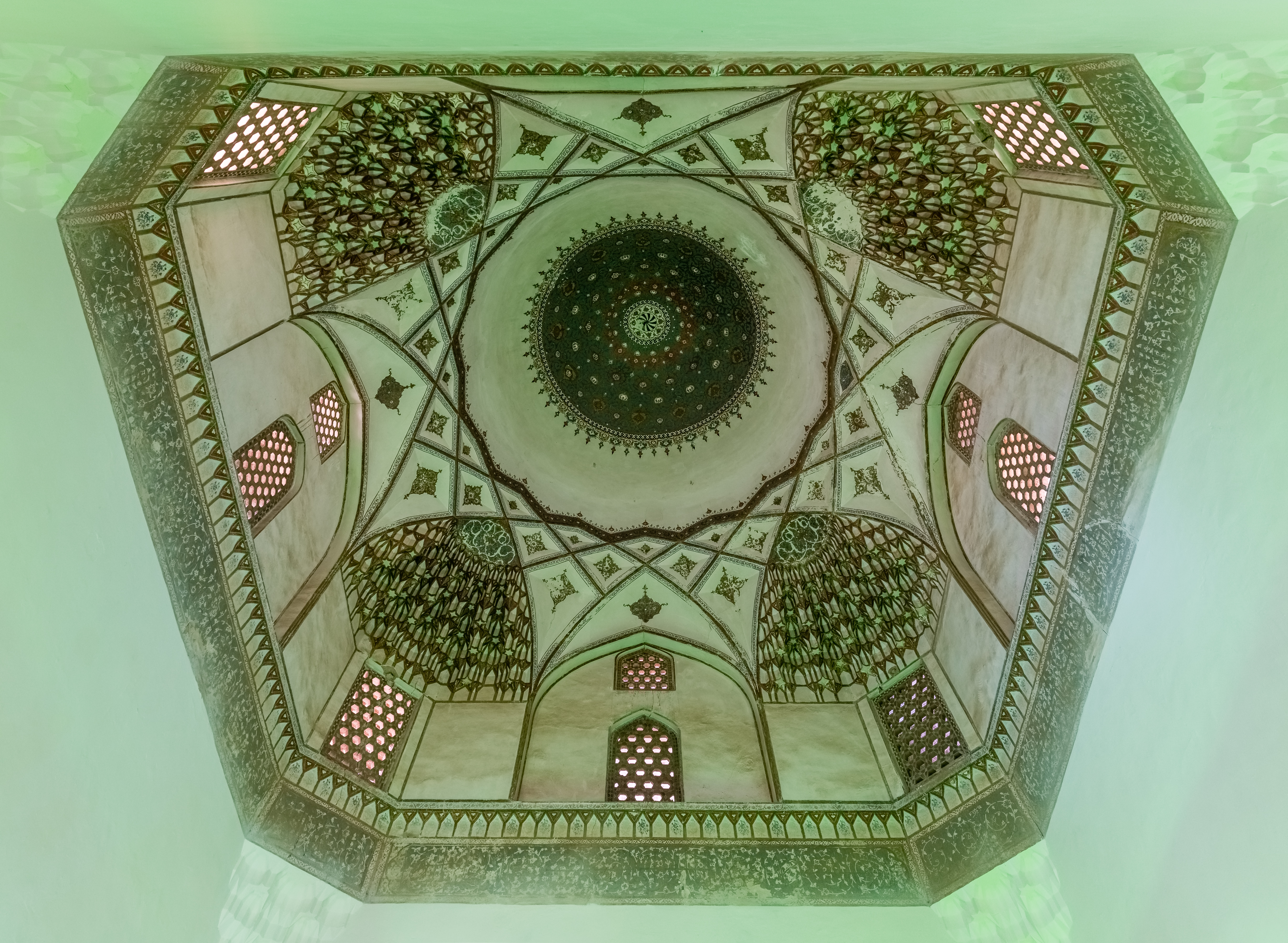
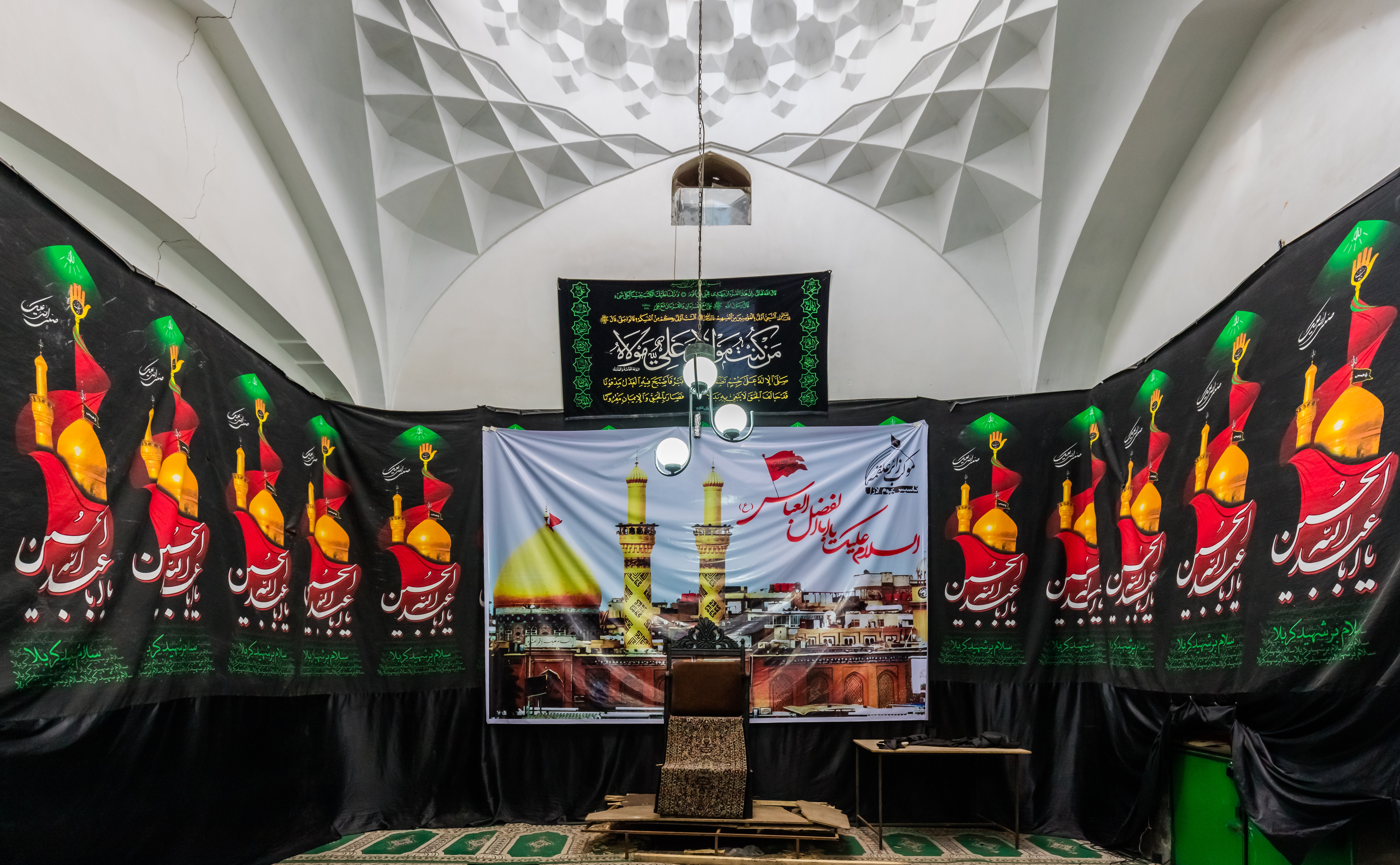
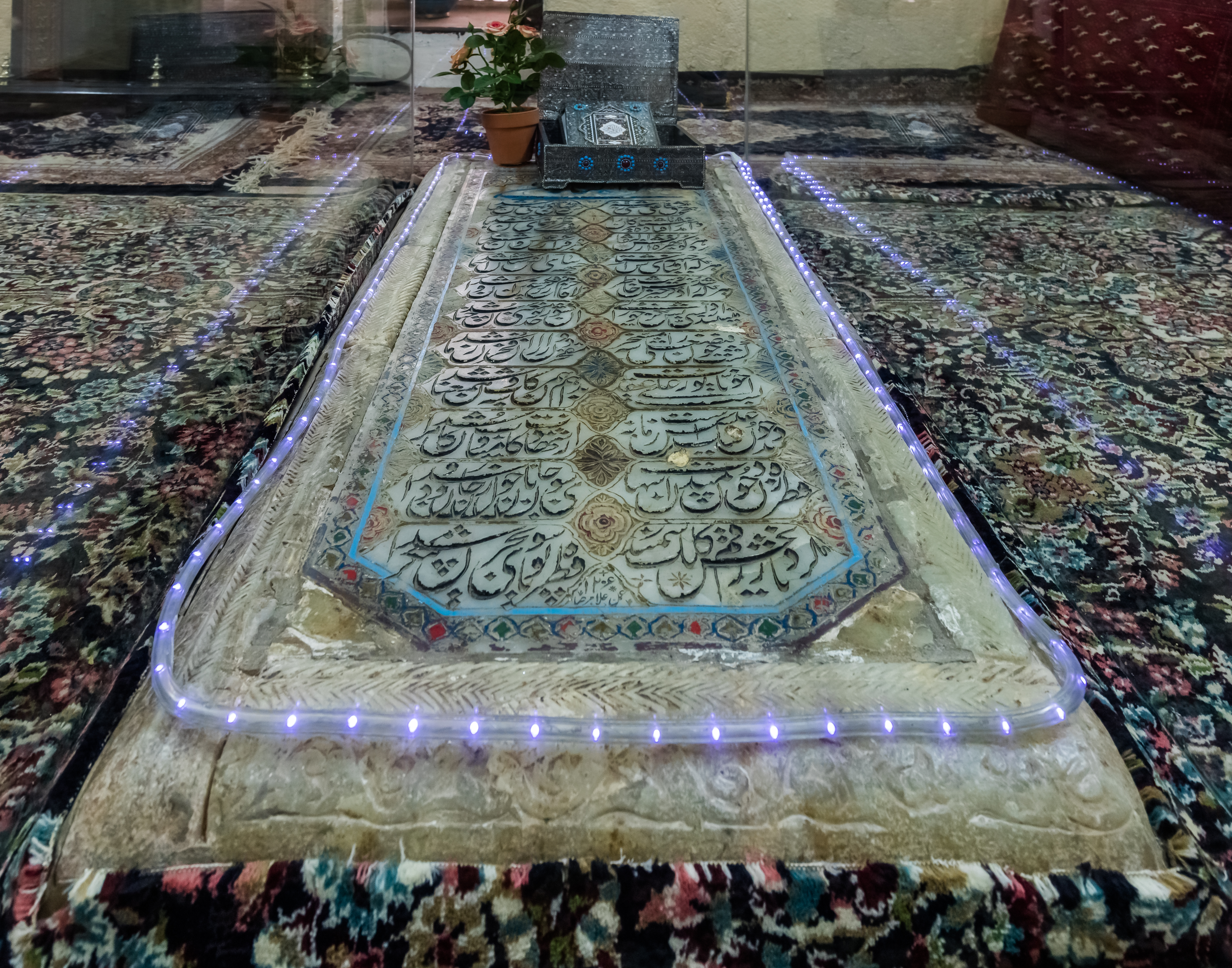
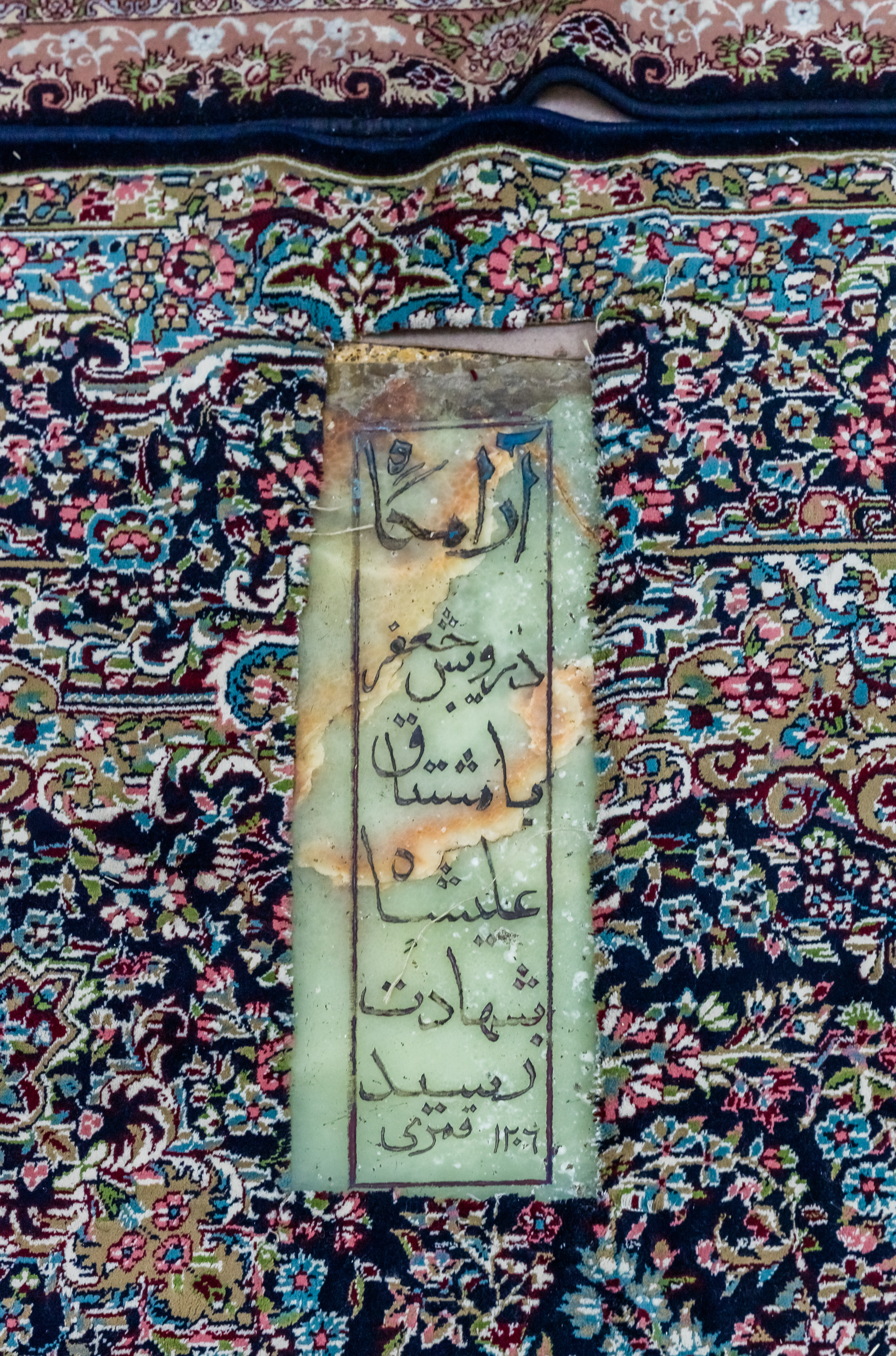
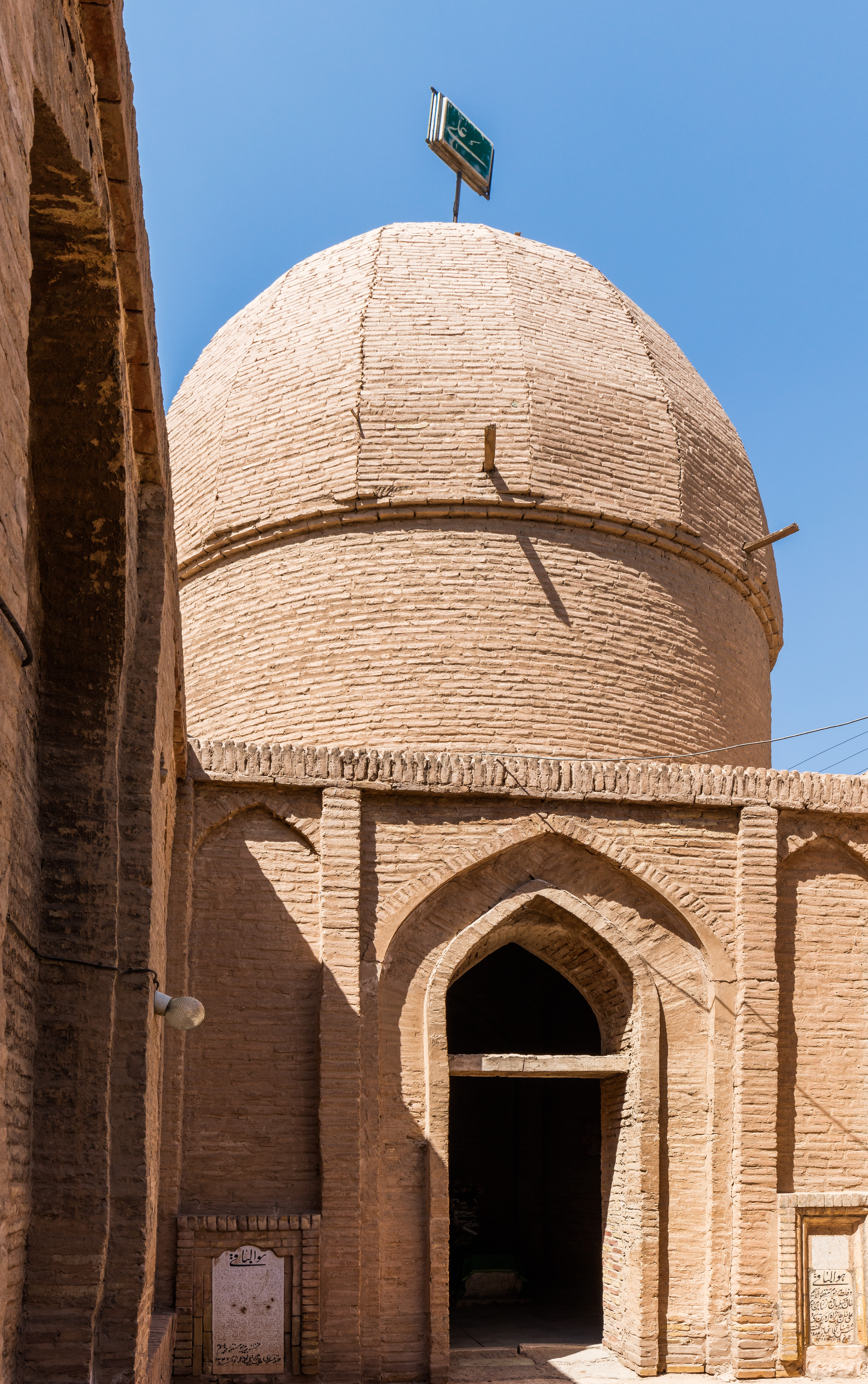
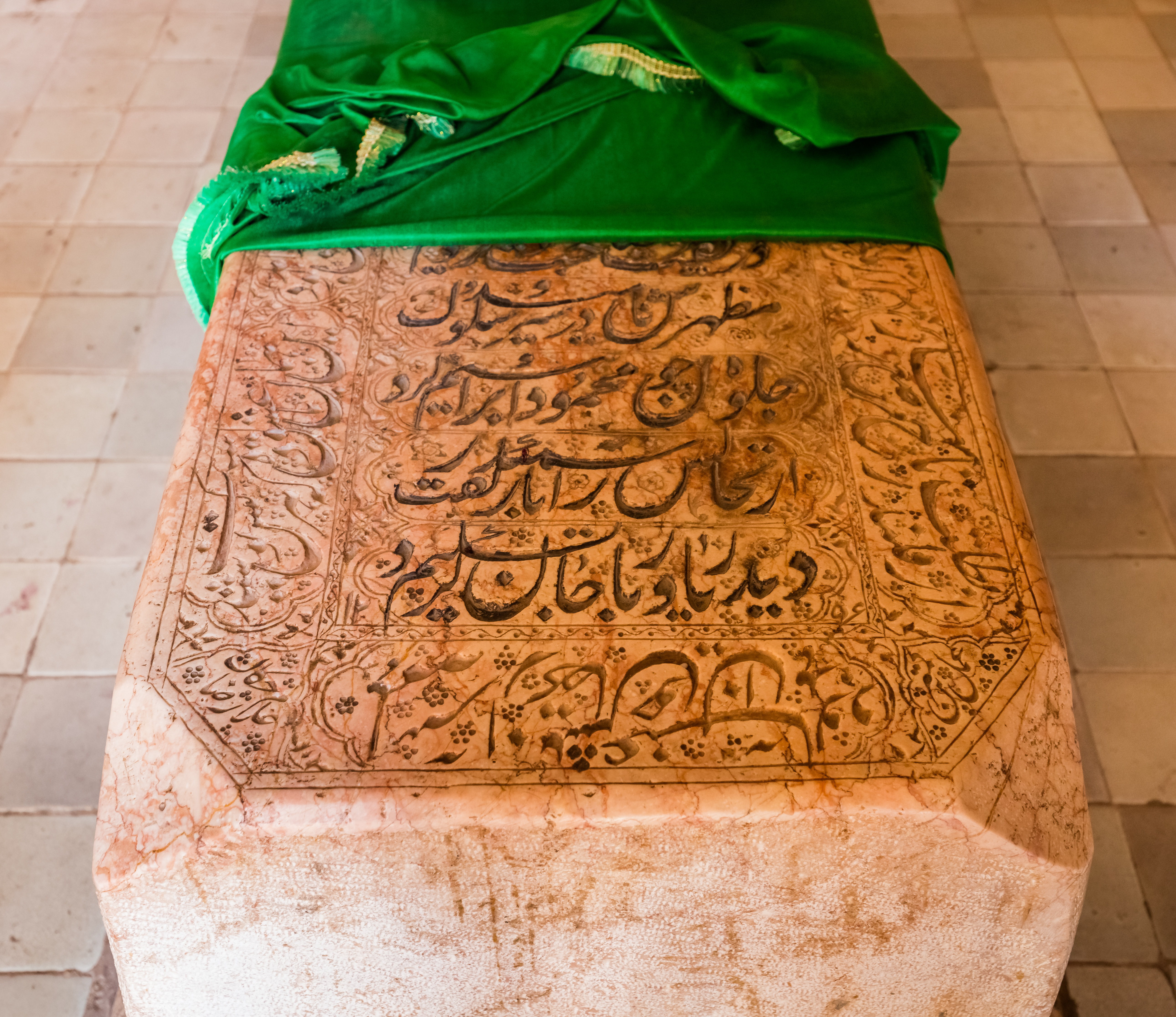